# 赫尔曼·沃克

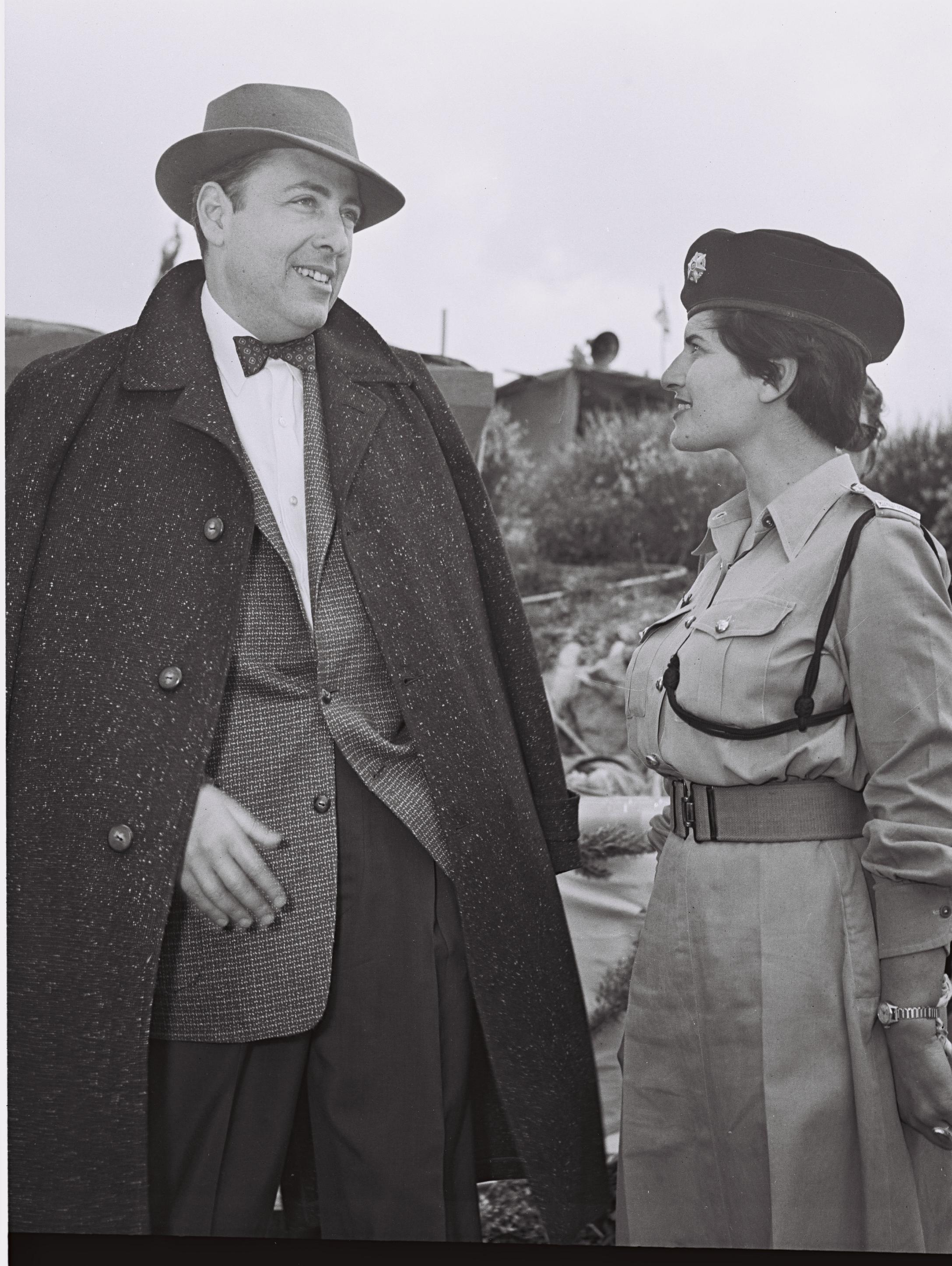
1955年沃克（左）在耶路撒冷

赫尔曼·沃克（英語：Herman Wouk，1915年5月27日—2019年5月17日），美国小说家，曾获得普利策奖。

## 主要作品
- 《凯恩号哗变》，1954年被改編為電影《凱恩艦事變》、2023年改编为《凯恩号哗变》
- 《战争风云》
- 《战争与回忆》